# Elezioni comunali in Abruzzo del 2016
Le elezioni comunali in Abruzzo del 2016 si sono svolte il 5 giugno (con ballottaggio il 19 giugno).

## Riepilogo sindaci eletti
Coalizione di centro-sinistra
     Coalizione di centro-destra
     Liste civiche
     Commissario prefettizio
| Provincia | Comune               | Popolazione legale (censimento 2011) | Sindaco uscente | Sindaco uscente              | Sindaco eletto | Sindaco eletto            | Primo turno | Primo turno | Secondo turno | Secondo turno | Seggi   |
| Provincia | Comune               | Popolazione legale (censimento 2011) | Sindaco uscente | Sindaco uscente              | Sindaco eletto | Sindaco eletto            | Voti        | %           | Voti          | %             | Seggi   |
| --------- | -------------------- | ------------------------------------ | --------------- | ---------------------------- | -------------- | ------------------------- | ----------- | ----------- | ------------- | ------------- | ------- |
| Chieti    | Francavilla al Mare  | 23 816                               |                 | Antonio Luciani (PD)         |                | Antonio Luciani (Ind.)    | 9 232       | 65,71       | —             | —             | 12 / 16 |
| Chieti    | Lanciano             | 35 921                               |                 | Mario Pupillo (PD)           |                | Mario Pupillo (PD)        | 8 372       | 39,47       | 10 089        | 54,75         | 15 / 24 |
| Chieti    | Vasto                | 38 747                               |                 | Luciano Antonio Lapenna (PD) |                | Francesco Menna (PD)      | 8 188       | 33,31       | 9 978         | 50,31         | 15 / 24 |
| L'Aquila  | Sulmona              | 24 275                               |                 | Giuseppe Guetta              |                | Annamaria Casini (Ind.)   | 6 436       | 44,75       | 6 900         | 65,35         | 10 / 16 |
| Teramo    | Roseto degli Abruzzi | 24 940                               |                 | Enio Pavone (FI)             |                | Sabatino Di Girolamo (PD) | 5 234       | 35,95       | 7 377         | 60,32         | 10 / 16 |

## Provincia di Chieti

### Francavilla al Mare
|                                        | Antonio Luciani ✔️ Sindaco    | 9 232                | 65,71 | Partito Democratico | 3 067  | 22,89 | 4  |  |  |
| Francavilla con Luciani Sindaco        | Antonio Luciani ✔️ Sindaco    | 9 232                | 65,71 | 2 343               | 17,48  | 3     |    |  |  |
| Valori in Comune                       | Antonio Luciani ✔️ Sindaco    | 9 232                | 65,71 | 1 879               | 14,02  | 3     |    |  |  |
| Francavilla Unita                      | Antonio Luciani ✔️ Sindaco    | 9 232                | 65,71 | 1 339               | 9,99   | 2     |    |  |  |
| Sì per Francavilla                     | Antonio Luciani ✔️ Sindaco    | 9 232                | 65,71 | 313                 | 2,34   | –     |    |  |  |
| Totale liste                           | Antonio Luciani ✔️ Sindaco    | 9 232                | 65,71 | 8 941               | 66,72  | 12    |    |  |  |
|                                        | Alessandro Mantini Pantaleone | 2 133                | 15,18 | Forza Italia        | 1 214  | 9,06  | 1  |  |  |
| Viva Francavilla                       | Alessandro Mantini Pantaleone | 2 133                | 15,18 | 343                 | 2,56   | –     |    |  |  |
| Noi con Salvini                        | Alessandro Mantini Pantaleone | 2 133                | 15,18 | 313                 | 2,34   | –     |    |  |  |
| Fratelli d'Italia - Alleanza Nazionale | Alessandro Mantini Pantaleone | 2 133                | 15,18 | 292                 | 2,18   | –     |    |  |  |
| Rivoluzione Cristiana                  | Alessandro Mantini Pantaleone | 2 133                | 15,18 | 39                  | 0,29   | –     |    |  |  |
| Seggio di coalizione                   | Seggio di coalizione          | Seggio di coalizione | 15,18 | 1                   |        |       |    |  |  |
| Totale liste                           | Alessandro Mantini Pantaleone | 2 133                | 15,18 | 2 201               | 16,42  | 1     |    |  |  |
|                                        | Livio Sarchese                | 1 864                | 13,27 | Movimento 5 Stelle  | 1 478  | 11,03 | –  |  |  |
| Seggio di coalizione                   | Seggio di coalizione          | Seggio di coalizione | 13,27 | 1                   |        |       |    |  |  |
|                                        | Stefano Di Renzo              | 821                  | 5,84  | Abruzzo Civico      | 331    | 2,47  | –  |  |  |
| Uniti a Sinistra                       | Stefano Di Renzo              | 821                  | 5,84  | 264                 | 1,97   | –     |    |  |  |
| Solo Francavilla                       | Stefano Di Renzo              | 821                  | 5,84  | 186                 | 1,39   | –     |    |  |  |
| Seggio di coalizione                   | Seggio di coalizione          | Seggio di coalizione | 5,84  | 1                   |        |       |    |  |  |
| Totale liste                           | Stefano Di Renzo              | 821                  | 5,84  | 781                 | 5,83   | –     |    |  |  |
| Totale                                 | Totale                        | 14 050               | 100   |                     | 13 401 | 100   | 16 |  |  |
|                                        |                               |                      |       |                     |        |       |    |  |  |
| Schede bianche                         | Schede bianche                | 70                   | 0,48  |                     |        |       |    |  |  |
| Schede nulle                           | Schede nulle                  | 342                  | 2,36  |                     |        |       |    |  |  |
| Votanti                                | Votanti                       | 14 462               | 65,58 |                     |        |       |    |  |  |
| Elettori                               | Elettori                      | 22 051               |       |                     |        |       |    |  |  |
|                                        |                               |                      |       |                     |        |       |    |  |  |
| Fonte: Ministero dell'interno          |                               |                      |       |                     |        |       |    |  |  |

### Lanciano
| Candidati                              | Candidati                | II turno             | II turno       | I turno | I turno | Liste                      | Voti   | %     | Seggi |
| Candidati                              | Candidati                | Voti                 | %              | Voti    | %       | Liste                      | Voti   | %     | Seggi |
| -------------------------------------- | ------------------------ | -------------------- | -------------- | ------- | ------- | -------------------------- | ------ | ----- | ----- |
|                                        | Mario Pupillo ✔️ Sindaco | 10 089               | 54,75          | 8 372   | 39,47   | Partito Democratico        | 2 747  | 13,66 | 6     |
| Progetto Lanciano                      | Mario Pupillo ✔️ Sindaco | 10 089               | 54,75          | 8 372   | 39,47   | 1 783                      | 8,86   | 4     |       |
| Lanciano in Comune                     | Mario Pupillo ✔️ Sindaco | 10 089               | 54,75          | 8 372   | 39,47   | 1 273                      | 6,33   | 2     |       |
| Lanciano Vale                          | Mario Pupillo ✔️ Sindaco | 10 089               | 54,75          | 8 372   | 39,47   | 1 224                      | 6,09   | 2     |       |
| Insieme @ Sinistra                     | Mario Pupillo ✔️ Sindaco | 10 089               | 54,75          | 8 372   | 39,47   | 844                        | 4,20   | 1     |       |
| Totale liste                           | Mario Pupillo ✔️ Sindaco | 10 089               | 54,75          | 8 372   | 39,47   | 7 871                      | 39,13  | 15    |       |
|                                        | Errico D'Amico           | 8 337                | 45,25          | 8 033   | 37,87   | Nuova Lanciano             | 2 050  | 10,19 | 2     |
| Forza Italia                           | Errico D'Amico           | 8 337                | 45,25          | 8 033   | 37,87   | 1 981                      | 9,85   | 1     |       |
| Unione di Centro - Lanciano Popolare   | Errico D'Amico           | 8 337                | 45,25          | 8 033   | 37,87   | 1 619                      | 8,05   | 1     |       |
| Lanciano al Centro                     | Errico D'Amico           | 8 337                | 45,25          | 8 033   | 37,87   | 1 018                      | 5,06   | 1     |       |
| Noi con Salvini                        | Errico D'Amico           | 8 337                | 45,25          | 8 033   | 37,87   | 495                        | 2,46   | –     |       |
| X Lanciano 2021                        | Errico D'Amico           | 8 337                | 45,25          | 8 033   | 37,87   | 487                        | 2,42   | –     |       |
| Fratelli d'Italia - Alleanza Nazionale | Errico D'Amico           | 8 337                | 45,25          | 8 033   | 37,87   | 193                        | 0,96   | –     |       |
| Lanciano Unica                         | Errico D'Amico           | 8 337                | 45,25          | 8 033   | 37,87   | 187                        | 0,93   | –     |       |
| Seggio di coalizione                   | Seggio di coalizione     | Seggio di coalizione | 45,25          | 8 033   | 37,87   | 1                          |        |       |       |
| Totale liste                           | Errico D'Amico           | 8 337                | 45,25          | 8 033   | 37,87   | 8 030                      | 39,92  | 5     |       |
|                                        | Tonia Paolucci           | Tonia Paolucci       | Tonia Paolucci | 4 808   | 22,67   | Tonia Paolucci Sindaco (A) | 1 644  | 8,17  | 1     |
| S'Ignora Lanciano (B)                  | Tonia Paolucci           | Tonia Paolucci       | Tonia Paolucci | 4 808   | 22,67   | 956                        | 4,75   | 1     |       |
| Liberazione (C)                        | Tonia Paolucci           | Tonia Paolucci       | Tonia Paolucci | 4 808   | 22,67   | 934                        | 4,64   | –     |       |
| CasaPound Italia (D)                   | Tonia Paolucci           | Tonia Paolucci       | Tonia Paolucci | 4 808   | 22,67   | 679                        | 3,38   | –     |       |
| Seggio di coalizione                   | Seggio di coalizione     | Seggio di coalizione | Tonia Paolucci | 4 808   | 22,67   | 1                          |        |       |       |
| Totale liste                           | Tonia Paolucci           | Tonia Paolucci       | Tonia Paolucci | 4 808   | 22,67   | 4 213                      | 20,95  | 2     |       |
| Totale                                 | Totale                   | 18 426               | 100            | 21 213  | 100     |                            | 20 114 | 100   | 24    |
|                                        |                          |                      |                |         |         |                            |        |       |       |
| Schede bianche                         | Schede bianche           | 136                  | 0,72           | 152     | 0,69    |                            |        |       |       |
| Schede nulle                           | Schede nulle             | 398                  | 2,10           | 786     | 3,55    |                            |        |       |       |
| Votanti                                | Votanti                  | 18 960               | 57,66          | 22 151  | 67,37   |                            |        |       |       |
| Elettori                               | Elettori                 | 32 882               |                | 32 882  |         |                            |        |       |       |
|                                        |                          |                      |                |         |         |                            |        |       |       |
| Fonte: Ministero dell'interno          |                          |                      |                |         |         |                            |        |       |       |

- Le liste contrassegnate con le lettere A, B, C e D sono apparentate al secondo turno con il candidato sindaco Errico D'Amico.

### Vasto
| Candidati                              | Candidati                  | II turno                | II turno                | I turno | I turno | Liste                 | Voti   | %     | Seggi |
| Candidati                              | Candidati                  | Voti                    | %                       | Voti    | %       | Liste                 | Voti   | %     | Seggi |
| -------------------------------------- | -------------------------- | ----------------------- | ----------------------- | ------- | ------- | --------------------- | ------ | ----- | ----- |
|                                        | Francesco Menna ✔️ Sindaco | 9 978                   | 50,31                   | 8 188   | 33,31   | Partito Democratico   | 3 658  | 15,64 | 7     |
| Filo Comune                            | Francesco Menna ✔️ Sindaco | 9 978                   | 50,31                   | 8 188   | 33,31   | 1 447                 | 6,19   | 3     |       |
| Sì per Vasto                           | Francesco Menna ✔️ Sindaco | 9 978                   | 50,31                   | 8 188   | 33,31   | 1 149                 | 4,91   | 2     |       |
| Avanti Vasto                           | Francesco Menna ✔️ Sindaco | 9 978                   | 50,31                   | 8 188   | 33,31   | 965                   | 4,12   | 2     |       |
| Città Virtuosa                         | Francesco Menna ✔️ Sindaco | 9 978                   | 50,31                   | 8 188   | 33,31   | 798                   | 3,41   | 1     |       |
| Totale liste                           | Francesco Menna ✔️ Sindaco | 9 978                   | 50,31                   | 8 188   | 33,31   | 8 017                 | 34,27  | 15    |       |
|                                        | Massimo Desiati            | 9 857                   | 49,69                   | 8 426   | 34,28   | Progetto per Vasto    | 2 290  | 9,79  | 1     |
| Unione di Centro - Abruzzo Civico      | Massimo Desiati            | 9 857                   | 49,69                   | 8 426   | 34,28   | 2 007                 | 8,58   | 1     |       |
| Unione per Vasto                       | Massimo Desiati            | 9 857                   | 49,69                   | 8 426   | 34,28   | 1 948                 | 8,33   | 1     |       |
| Forza Italia                           | Massimo Desiati            | 9 857                   | 49,69                   | 8 426   | 34,28   | 1 737                 | 7,42   | 1     |       |
| Fratelli d'Italia - Alleanza Nazionale | Massimo Desiati            | 9 857                   | 49,69                   | 8 426   | 34,28   | 1 149                 | 4,91   | 1     |       |
| Seggio di coalizione                   | Seggio di coalizione       | Seggio di coalizione    | 49,69                   | 8 426   | 34,28   | 1                     |        |       |       |
| Totale liste                           | Massimo Desiati            | 9 857                   | 49,69                   | 8 426   | 34,28   | 9 131                 | 39,03  | 5     |       |
|                                        | Ludovica Cieri             | Ludovica Cieri          | Ludovica Cieri          | 4 977   | 20,25   | Movimento 5 Stelle    | 3 197  | 13,67 | –     |
| Seggio di coalizione                   | Seggio di coalizione       | Seggio di coalizione    | Ludovica Cieri          | 4 977   | 20,25   | 1                     |        |       |       |
|                                        | Edmondo Laudazi            | Edmondo Laudazi         | Edmondo Laudazi         | 2 330   | 9,48    | Il Nuovo Faro         | 1 732  | 7,40  | –     |
| Rinascita Vastese                      | Edmondo Laudazi            | Edmondo Laudazi         | Edmondo Laudazi         | 2 330   | 9,48    | 718                   | 3,07   | –     |       |
| Seggio di coalizione                   | Seggio di coalizione       | Seggio di coalizione    | Edmondo Laudazi         | 2 330   | 9,48    | 1                     |        |       |       |
| Totale liste                           | Edmondo Laudazi            | Edmondo Laudazi         | Edmondo Laudazi         | 2 330   | 9,48    | 2 450                 | 10,47  | –     |       |
|                                        | Massimiliano Montemurro    | Massimiliano Montemurro | Massimiliano Montemurro | 662     | 2,69    | Vasto la Mossa Giusta | 464    | 1,98  | –     |
| Libertas - Democrazia Cristiana        | Massimiliano Montemurro    | Massimiliano Montemurro | Massimiliano Montemurro | 662     | 2,69    | 136                   | 0,58   | –     |       |
| Totale liste                           | Massimiliano Montemurro    | Massimiliano Montemurro | Massimiliano Montemurro | 662     | 2,69    | 600                   | 2,56   | –     |       |
| Totale                                 | Totale                     | 19 835                  | 100                     | 24 583  | 100     |                       | 23 395 | 100   | 24    |
|                                        |                            |                         |                         |         |         |                       |        |       |       |
| Schede bianche                         | Schede bianche             | 206                     | 1,00                    | 109     | 0,43    |                       |        |       |       |
| Schede nulle                           | Schede nulle               | 543                     | 2,64                    | 644     | 2,54    |                       |        |       |       |
| Votanti                                | Votanti                    | 20 584                  | 55,71                   | 25 336  | 68,58   |                       |        |       |       |
| Elettori                               | Elettori                   | 36 946                  |                         | 36 946  |         |                       |        |       |       |
|                                        |                            |                         |                         |         |         |                       |        |       |       |
| Fonte: Ministero dell'interno          |                            |                         |                         |         |         |                       |        |       |       |

## Provincia dell'Aquila

### Sulmona
| Candidati                     | Candidati                   | II turno                | II turno                | I turno | I turno | Liste                         | Voti   | %     | Seggi |
| Candidati                     | Candidati                   | Voti                    | %                       | Voti    | %       | Liste                         | Voti   | %     | Seggi |
| ----------------------------- | --------------------------- | ----------------------- | ----------------------- | ------- | ------- | ----------------------------- | ------ | ----- | ----- |
|                               | Annamaria Casini ✔️ Sindaca | 6 900                   | 65,35                   | 6 436   | 44,75   | Sulmona al Centro             | 1 776  | 12,80 | 3     |
| Avanti! Sulmona               | Annamaria Casini ✔️ Sindaca | 6 900                   | 65,35                   | 6 436   | 44,75   | 1 414                         | 10,19  | 2     |       |
| Adesso Sulmona!               | Annamaria Casini ✔️ Sindaca | 6 900                   | 65,35                   | 6 436   | 44,75   | 1 236                         | 8,90   | 2     |       |
| Alleanza per Sulmona          | Annamaria Casini ✔️ Sindaca | 6 900                   | 65,35                   | 6 436   | 44,75   | 1 041                         | 7,50   | 1     |       |
| Obiettivo 2026                | Annamaria Casini ✔️ Sindaca | 6 900                   | 65,35                   | 6 436   | 44,75   | 746                           | 5,37   | 1     |       |
| Dem - Movimento Democratico   | Annamaria Casini ✔️ Sindaca | 6 900                   | 65,35                   | 6 436   | 44,75   | 648                           | 4,67   | 1     |       |
| Totale liste                  | Annamaria Casini ✔️ Sindaca | 6 900                   | 65,35                   | 6 436   | 44,75   | 6 861                         | 49,43  | 10    |       |
|                               | Bruno Di Masci              | 3 659                   | 34,65                   | 3 763   | 26,16   | La Sulmona che Vogliamo       | 994    | 7,16  | 1     |
| Bruno Di Masci Sindaco        | Bruno Di Masci              | 3 659                   | 34,65                   | 3 763   | 26,16   | 830                           | 5,98   | 1     |       |
| Sulmona Viva                  | Bruno Di Masci              | 3 659                   | 34,65                   | 3 763   | 26,16   | 649                           | 4,68   | 1     |       |
| Forza Sulmona                 | Bruno Di Masci              | 3 659                   | 34,65                   | 3 763   | 26,16   | 415                           | 2,99   | –     |       |
| Sulmona Città Territorio      | Bruno Di Masci              | 3 659                   | 34,65                   | 3 763   | 26,16   | 392                           | 2,82   | –     |       |
| Il Popolo di Sulmona          | Bruno Di Masci              | 3 659                   | 34,65                   | 3 763   | 26,16   | 314                           | 2,26   | –     |       |
| Unione di Centro              | Bruno Di Masci              | 3 659                   | 34,65                   | 3 763   | 26,16   | 254                           | 1,83   | –     |       |
| Sulmona Oltre i Ponti         | Bruno Di Masci              | 3 659                   | 34,65                   | 3 763   | 26,16   | 75                            | 0,54   | –     |       |
| Seggio di coalizione          | Seggio di coalizione        | Seggio di coalizione    | 34,65                   | 3 763   | 26,16   | 1                             |        |       |       |
| Totale liste                  | Bruno Di Masci              | 3 659                   | 34,65                   | 3 763   | 26,16   | 3 923                         | 28,26  | 3     |       |
|                               | Alessandro Lucci            | Alessandro Lucci        | Alessandro Lucci        | 1 756   | 12,21   | SBIC - Sulmona Bene in Comune | 1 254  | 9,03  | –     |
| Seggio di coalizione          | Seggio di coalizione        | Seggio di coalizione    | Alessandro Lucci        | 1 756   | 12,21   | 1                             |        |       |       |
|                               | Elisabetta Bianchi          | Elisabetta Bianchi      | Elisabetta Bianchi      | 1 046   | 7,27    | Forza Italia (A)              | 745    | 5,37  | –     |
| Seggio di coalizione          | Seggio di coalizione        | Seggio di coalizione    | Elisabetta Bianchi      | 1 046   | 7,27    | 1                             |        |       |       |
|                               | Alberto Di Giandomenico     | Alberto Di Giandomenico | Alberto Di Giandomenico | 905     | 6,29    | Sovranità                     | 665    | 4,79  | –     |
|                               | Domenico Capaldo            | Domenico Capaldo        | Domenico Capaldo        | 476     | 3,31    | Sinistra Ecologia Libertà     | 432    | 3,11  | –     |
| Totale                        | Totale                      | 10 559                  | 100                     | 14 382  | 100     |                               | 13 880 | 100   | 16    |
|                               |                             |                         |                         |         |         |                               |        |       |       |
| Schede bianche                | Schede bianche              | 125                     | 1,14                    | 68      | 0,46    |                               |        |       |       |
| Schede nulle                  | Schede nulle                | 328                     | 2,98                    | 425     | 2,86    |                               |        |       |       |
| Votanti                       | Votanti                     | 11 012                  | 48,85                   | 14 875  | 65,98   |                               |        |       |       |
| Elettori                      | Elettori                    | 22 544                  |                         | 22 544  |         |                               |        |       |       |
|                               |                             |                         |                         |         |         |                               |        |       |       |
| Fonte: Ministero dell'interno |                             |                         |                         |         |         |                               |        |       |       |

- La lista contrassegnata con la lettera A è apparentata al secondo turno con il candidato sindaco Bruno Di Masci.

## Provincia di Teramo

### Roseto degli Abruzzi
| Candidati                              | Candidati                       | II turno             | II turno           | I turno | I turno | Liste                                  | Voti   | %     | Seggi |
| Candidati                              | Candidati                       | Voti                 | %                  | Voti    | %       | Liste                                  | Voti   | %     | Seggi |
| -------------------------------------- | ------------------------------- | -------------------- | ------------------ | ------- | ------- | -------------------------------------- | ------ | ----- | ----- |
|                                        | Sabatino Di Girolamo ✔️ Sindaco | 7 377                | 60,32              | 5 234   | 35,95   | Partito Democratico                    | 2 823  | 20,47 | 7     |
| Di Girolamo Sindaco                    | Sabatino Di Girolamo ✔️ Sindaco | 7 377                | 60,32              | 5 234   | 35,95   | 914                                    | 6,63   | 2     |       |
| Roseto Protagonista                    | Sabatino Di Girolamo ✔️ Sindaco | 7 377                | 60,32              | 5 234   | 35,95   | 505                                    | 3,66   | 1     |       |
| Totale liste                           | Sabatino Di Girolamo ✔️ Sindaco | 7 377                | 60,32              | 5 234   | 35,95   | 4 242                                  | 30,76  | 10    |       |
|                                        | Enio Pavone                     | 4 853                | 39,68              | 5 082   | 34,91   | Liberalsocialisti - Insieme per Roseto | 1 547  | 11,22 | 1     |
| Futuro In                              | Enio Pavone                     | 4 853                | 39,68              | 5 082   | 34,91   | 1 317                                  | 9,55   | 1     |       |
| Fratelli d'Italia - Alleanza Nazionale | Enio Pavone                     | 4 853                | 39,68              | 5 082   | 34,91   | 956                                    | 6,93   | –     |       |
| Forza Italia                           | Enio Pavone                     | 4 853                | 39,68              | 5 082   | 34,91   | 696                                    | 5,05   | –     |       |
| Popolari per Roseto                    | Enio Pavone                     | 4 853                | 39,68              | 5 082   | 34,91   | 476                                    | 3,45   | –     |       |
| Destra Sociale                         | Enio Pavone                     | 4 853                | 39,68              | 5 082   | 34,91   | 111                                    | 0,80   | –     |       |
| Seggio di coalizione                   | Seggio di coalizione            | Seggio di coalizione | 39,68              | 5 082   | 34,91   | 1                                      |        |       |       |
| Totale liste                           | Enio Pavone                     | 4 853                | 39,68              | 5 082   | 34,91   | 5 103                                  | 37,01  | 2     |       |
|                                        | Rosaria Ciancaione              | Rosaria Ciancaione   | Rosaria Ciancaione | 4 242   | 29,14   | Abruzzo Civico                         | 1 375  | 9,97  | 1     |
| Roseto nel Cuore                       | Rosaria Ciancaione              | Rosaria Ciancaione   | Rosaria Ciancaione | 4 242   | 29,14   | 926                                    | 6,72   | 1     |       |
| Un'Altra Idea di Roseto                | Rosaria Ciancaione              | Rosaria Ciancaione   | Rosaria Ciancaione | 4 242   | 29,14   | 849                                    | 6,16   | –     |       |
| Roseto Progressista                    | Rosaria Ciancaione              | Rosaria Ciancaione   | Rosaria Ciancaione | 4 242   | 29,14   | 614                                    | 4,45   | –     |       |
| Roseto Unita                           | Rosaria Ciancaione              | Rosaria Ciancaione   | Rosaria Ciancaione | 4 242   | 29,14   | 382                                    | 2,77   | –     |       |
| Roseto Futura                          | Rosaria Ciancaione              | Rosaria Ciancaione   | Rosaria Ciancaione | 4 242   | 29,14   | 299                                    | 2,17   | –     |       |
| Seggio di coalizione                   | Seggio di coalizione            | Seggio di coalizione | Rosaria Ciancaione | 4 242   | 29,14   | 1                                      |        |       |       |
| Totale liste                           | Rosaria Ciancaione              | Rosaria Ciancaione   | Rosaria Ciancaione | 4 242   | 29,14   | 4 445                                  | 32,23  | 2     |       |
| Totale                                 | Totale                          | 12 230               | 100                | 14 558  | 100     |                                        | 13 790 | 100   | 16    |
|                                        |                                 |                      |                    |         |         |                                        |        |       |       |
| Schede bianche                         | Schede bianche                  | 105                  | 0,83               | 96      | 0,63    |                                        |        |       |       |
| Schede nulle                           | Schede nulle                    | 280                  | 2,22               | 576     | 3,78    |                                        |        |       |       |
| Votanti                                | Votanti                         | 12 615               | 57,30              | 15 230  | 69,18   |                                        |        |       |       |
| Elettori                               | Elettori                        | 22 014               |                    | 22 014  |         |                                        |        |       |       |
|                                        |                                 |                      |                    |         |         |                                        |        |       |       |
| Fonte: Ministero dell'interno          |                                 |                      |                    |         |         |                                        |        |       |       |